# Krzętów
Krzętów – wieś w Polsce położona w województwie łódzkim, w powiecie radomszczańskim, w gminie Wielgomłyny.
W latach 1954–1959 wieś należała i była siedzibą władz gromady Krzętów, po jej zniesieniu w gromadzie Wielgomłyny. W latach 1975–1998 miejscowość administracyjnie należała do województwa piotrkowskiego.
W Krzętowie, w parku, rosną wyjątkowe drzewa. Jeden z nich, pomnikowy dąb to także najgrubszy dąb w województwie. Drzewo miało w 2013 roku obwód 786 cm (2020 - 811 cm) i 30 m wysokości. Wiek szacuje się na 400 lat. W parku rośnie także dąb o obwodzie 566 cm (w 2013).
Przez wieś przebiega  pieszy Szlak Rekreacyjny Rzeki Pilicy. 
We wsi znajduje się Publiczna Szkoła Podstawowa im. Jarosława Dąbrowskiego. Jest to jedna z 3 takich placówek w Gminie Wielgomłyny.

## Sport
W Krzętowie istnieje drużyna sportowa LKS "Zapał" Krzętów, założona w 1968 roku, która występuje w Piotrkowskiej klasie A. W sezonach 2016/2017 i 2017/2018 drużyna występowała w lidze okręgowej.